# Christian Ludwig Brücker
Christian Ludwig Brücker (* 6. September 1915 in Sóvé, deutsch Schowe, Königreich Ungarn, Österreich-Ungarn; † 22. Mai 1992 in Winnenden) war ein deutscher Verbandsfunktionär.

## Leben
Brücker entstammte einer bäuerlichen Familie in der Batschka. Nach dem Gymnasium in Vrbas besuchte er zunächst die serbische Präparandenanstalt in Sombor. Hier beschäftigte er sich mit Jugendarbeit in der Wandervogelbewegung. In Vrbas besuchte er die deutsche Lehrerbildungsanstalt, wo er 1934 sein Lehrerdiplom erhielt. Danach lehrte er an der reichsdeutschen Schule in Belgrad. Über viele Jahre engagierte er sich in den Ferienmonaten mit seiner Aktion „Belgrader deutsche Kinder aufs Land“. Vom Volkskundler und Goetheforscher Philipp Hilkene angeregt sammelte Brücker umfangreiches volkskundliches Material über die Donauschwäbische Minderheit im Königreich Jugoslawien und veröffentlichte in der vom Schwäbisch-Deutschen Kulturbund in Novi Sad herausgebrachten Zeitschrift „Volkswart“. 
Nach 1945 war Brücker als Religionslehrer und Lektor in Bayern beschäftigt. 1952 wurde er in Backnang in den Schuldienst Baden-Württembergs übernommen. Von 1967 bis 1980 war er Rektor der Mörikeschule Backnang und von 1968 bis 1989 ehrenamtlicher Stadtarchivar. 1981 übernahm Brücker den Bundesvorsitz der Arbeitsgemeinschaft Donauschwäbischer Lehrer von seinem Vorgänger Josef Volkmar Senz. Er war Angehöriger des baden-württembergischen Landesbeirats zur Patenschaft über die Volksgruppe der Donauschwaben, im Patenschaftsrat der Stadt Sindelfingen, im Vorstand des Vereins „Haus der Donauschwaben e.V.“ und im Vorstand der „Donauschwäbischen Kulturstiftung e.V.“ aktiv.  In der Landsmannschaft der Donauschwaben folgte er Adam Krämer als Bundesvorsitzender. In den Verbandsorganen veröffentlichte er etwa 200 Beiträge.

## Schriften
- Heimatbuch der Gemeinde Schowe. Kreh 1961.
- 1961 - 1981 Johann Petri zum Gedenken. 20 Jahre Patenschaft Winnenden/Schowe. 1970.
- Das Ungarndeutsche Heimatmuseum in Backnang. Stadtarchiv, Backnang 1985.
- Eingliederung donauschwäbischen Kulturerbes: Schulpraktische Themen und Unterrichtsskizzen. Donauschwäbisches Archiv, Straubing 1985.
- 40 Jahre Arbeitsgemeinschaft Donauschwäbischer Lehrer 1947- 1987. Festschrift. Donauschwäbisches Archiv, Kulturwerk Sindelfingen 1987.
- Donauschwaben in Nordamerika, in Südamerika und in Australien. Donauschwäbisches Archiv, München / Donauschwäbische Kulturstiftung Sindelfingen: Haus der Donauschwaben, 1990.